# 宋一平 (主持人)
宋一平（？—），原名宋怡平，女，安徽淮南人，前湖南电视台主持人，现在是中国中央电视台主持人，毕业于中国传媒大学、北京大学。

## 生平
1995年，宋一平从中国传媒大学毕业，随即在湖南电视台湖南经视《经视新闻》、《经济环线》担任主持人。1997年，宋一平辞职北漂，加盟中国中央电视台中文国际频道《香港回归72小时特别报道》主持人，后一直在中国中央电视台中文国际频道的《新闻60分》、《中国新闻》担任主持人。

## 节目

### 湖南经视
- 《经视新闻》
- 《经济环线》

### 中国中央电视台
- 《新闻60分》
- 《中国新闻》